# Pterostylis rubenachii
Pterostylis rubenachii là một loài thực vật có hoa trong họ Lan. Loài này được D.L.Jones miêu tả khoa học đầu tiên năm 1998.